# Proctarrelabis monticellii
Proctarrelabis monticellii är en insektsart som beskrevs av Navás 1914. Proctarrelabis monticellii ingår i släktet Proctarrelabis och familjen fjärilsländor. Inga underarter finns listade i Catalogue of Life.